# Мериньяк, Люсьен
Люсьен Мериньяк (фр. Lucien Mérignac; 5 октября 1873 — 1 марта 1941) — французский профессиональный фехтовальщик, чемпион летних Олимпийских игр 1900.
На Играх 1900 в Париже Мериньяк участвовал только в соревновании на рапирах среди маэстро. Пройдя через первый раунд и четвертьфинал и выиграв полуфинал и финал, он стал чемпионом Олимпийских игр и получил золотую медаль.